# D-Flame
Daniel Kretschmer (ur. 19 września 1971), znany jako D-Flame – niemiecki wykonawca reggae oraz hip-hopu.

## Dyskografia

### Albumy
- 2000 - Basstard
- 2002 - Daniel X – eine schwarze deutsche Geschichte ("Daniel X – A Black German Story")
- 2003 - Unaufhaltsam ("Unstoppable")
- 2006 - F.F.M. (Flame F.M.)

### Single
- 1999 - "Heisser" ("Hotter")
- 2000 - "Sorry" (feat. Eißfeldt)
- 2001 - "Sie Macht Mich Glücklich" ("She makes me happy")
- 2002 - "Mehr als Musik" ("More than just music" feat. Tone)
- 2002 - "Heimatlos" ("Homeless")
- 2002 - "Stopp"
- 2003 - "Kopf Hoch" ("Chin up")
- 2003 - "Du Kennst Mich Nicht" ("You don't know me")
- 2006 - "Burnin' Nonstop" (feat. Wayne Marshall)
- 2007 - "Mom Song"